# Kanadas Grand Prix 2007
Kanadas Grand Prix 2007 var det sjätte av 17 lopp ingående i formel 1-VM 2007.

## Rapport
Lewis Hamilton i McLaren tog här sin första pole position. Han var en halv sekund snabbare än sin stallkamrat Fernando Alonso i den avgörande kvalificeringen. Nick Heidfeld i BMW tog den tredje startrutan före Kimi Räikkönen och Felipe Massa i Ferrari. Hamilton gjorde en perfekt start och tog ledningen som han sedan drygade ut och behöll trots ett flertal incidenter och olyckor under loppet. Hamilton vann därmed sitt första F1-lopp i karriären. Alonso gjorde ett par misstag under loppet och tappade placeringar. Tvåa blev Nick Heidfeld och trea något sensationellt Alexander Wurz i Williams-Toyota.
Polacken Robert Kubica i BMW kraschade i hög fart våldsamt under ett omkörningsförsök strax före kurva 10 under 27:e varvet. Bilen blev skrot men mirakulöst nog fick Kubica endast en lindig hjärnskakning och en stukad fot. Efter att Kubicas bil var bortfraktad tog Alonso sitt tio sekunders stop-and-go-straff för att han gått i depå under säkerhetsbilen. 
Felipe Massa och Giancarlo Fisichella blev senare diskvalificerade för att de kört ut från depån mot rött ljus då säkerhetsbilen var på väg ut.

## Resultat

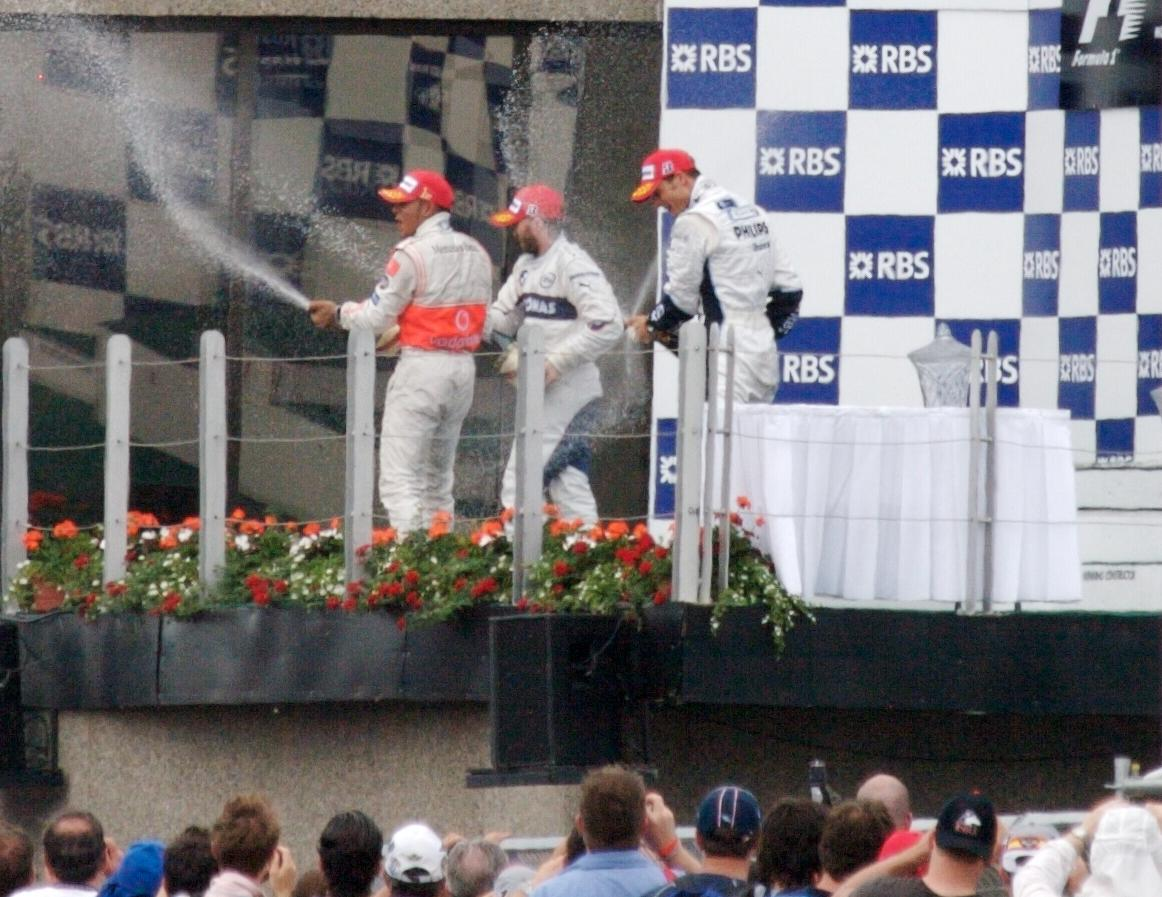
Podiet i Kanada 2007

1. Lewis Hamilton, McLaren-Mercedes, 10 poäng
2. Nick Heidfeld, BMW, 8
3. Alexander Wurz, Williams-Toyota, 6
4. Heikki Kovalainen, Renault, 5
5. Kimi Räikkönen, Ferrari, 4
6. Takuma Sato, Super Aguri-Honda, 3
7. Fernando Alonso, McLaren-Mercedes, 2
8. Ralf Schumacher, Toyota, 1
9. Mark Webber, Red Bull-Renault
10. Nico Rosberg, Williams-Toyota
11. Anthony Davidson, Super Aguri-Honda
12. Rubens Barrichello, Honda

### Förare som bröt loppet
- Jarno Trulli, Toyota (varv 58, olycka)
- Vitantonio Liuzzi, Toro Rosso-Ferrari (54, olycka)
- Christijan Albers, Spyker-Ferrari (47, olycka)
- David Coulthard, Red Bull-Renault (36, växellåda)
- Robert Kubica, BMW (26, olycka)
- Adrian Sutil, Spyker-Ferrari (21, olycka)
- Scott Speed, Toro Rosso-Ferrari (8, olycka)
- Jenson Button, Honda (0, växellåda)

### Förare som diskvalificerades
- Felipe Massa, Ferrari (varv 51, körde ut ur depån mot rött ljus)
- Giancarlo Fisichella, Renault (51, körde ut ur depån mot rött ljus)